# Teracolus
Teracolus is een geslacht van vlinders uit de familie van de Pieridae (witjes), uit de onderfamilie van de Pierinae. Dit geslacht is voor het eerst wetenschappelijk beschreven door William John Swainson in een publicatie uit 1833.

## Soorten
- Teracolus agoye (Wallengren, 1857)
- Teracolus eris (Klug, 1829)
- Teracolus subfasciatus Swainson, 1833
- Teracolus ducissa (Dognin, 1891)